# Three World Trade Center
Cet article concerne un gratte-ciel de New York. Pour les autres bâtiments, voir World Trade Center (homonymie).
Three World Trade Center est un gratte-ciel américain sur le site du World Trade Center, à New York. Aussi connu sous le nom de 175 Greenwich Street, son adresse, il est situé sur le côté Est de la Greenwich Street, en face du One World Trade Center et du mémorial des anciennes tours jumelles détruites le 11 septembre 2001. Des deux côtés de cette tour, le long de la Greenwich Street sont situés le Four World Trade Center et la nouvelle gare du PATH. La construction, suspendue en 2011, reprend à la fin de l'année 2014 et s'achève en 2018. Le cœur de béton de la tour atteint sa hauteur maximale de 1 079 pieds (328,87 mètres) le 23 juin 2016, alors que la dernière poutre de la structure métallique qui entoure ce cœur est hissée le 6 octobre 2016. La tour est officiellement inaugurée le 11 juin 2018.

## Généralités
Vainqueur du Prix Pritzker, Sir Richard Rogers, s’est vu attribuer le contrat pour le design de l’immeuble qui sera haut de 352 mètres. Les quatre flèches donneront au gratte-ciel une hauteur totale de 383 mètres. Les flèches étant prises en compte dans la hauteur des immeubles, le 175 Greenwich Street se positionnera deux mètres au-dessus de l’Empire State Building pour devenir le troisième plus grand gratte-ciel à New York. La surface totale au sol de l’immeuble est prévue pour recevoir 186 000 m2 de bureaux et d’espaces de ventes.
Les travaux ont débuté en 2007, ont été suspendus en 2011 avec la seule construction du « podium », c'est-à-dire la partie basse avancée du bâtiment qui est réservée au commerce, et ont repris fin 2014. L’immeuble a été achevé en 2018. L’ingénieur de structure de l’immeuble est WSP/Expedition Engineering Ltd.

## Controverse
Le 11 mai 2009, il est rapporté que le Port Authority of New York and New Jersey cherchait à réduire la taille du 175 Greenwich Street. Le projet, qui consiste également en une réduction similaire sur la taille du 200 Greenwich Street et l'annulation du World Trade Center Tower 5, a pour but de diminuer la surface occupée par les bureaux dans la reconstruction du World Trade Center à seulement 460 000 m2. Le One World Trade Center et le 150 Greenwich Street seraient les deux seuls à être construits selon les plans originaux. L'agence donne, comme cause de cette réduction, la récession ainsi que les désaccords avec le promoteur Larry Silverstein.
Silverstein est opposé au projet et a rempli, le 7 juillet 2009, un rapport concernant le différend. De ce fait, la compagnie chargée de la construction entama une période de deux semaines durant laquelle eurent lieu la renégociation des parts et un arbitrage contraignant au sujet de la construction des quatre tours du World Trade Center. Silverstein Properties, qui a payé à la Port Authority plus de 2,75 milliards de dollars dans le financement, a remarqué l'incapacité de l'organisation à remplir ses obligations de construction dans sa réclamation officielle. La compagnie a alors proposé l'intervention du gouvernement sur le projet dans le but de régler le conflit.

## Construction
Le 25 mars 2010, l'autorité portuaire de New York communique les plans de la construction des Two World Trade Center et Three World Trade Center au niveau de la chaussée. Les fondations sur le site du 175 Greenwich Street seront construites immédiatement, mais la construction de la tour sera reportée jusqu'à ce que Silverstein Properties réunisse 300 million de dollars de fonds privés, de quoi louer au moins 37 000 m2 de la tour, et obtienne le financement pour le reste du prix de la tour. Il est annoncé que le Two World Trade Center (200 Greenwich Street) sera construit plus tôt selon la demande du marché. Le 21 juin 2011, un nouveau dessin de la tour 3 sous sa forme définitive apparait : les structures en "croisillon" sont déplacées sur les faces Est et Ouest de la tour,. Début juillet 2011, la construction du Three World Trade Center se poursuit avec le début des fondations de la tour, avant qu'elle n'atteigne sept étages et que les travaux ne soient stoppés plusieurs années. En octobre 2014, le promoteur du Wold Trade Center Larry Silverstein annonce qu'il a enfin réuni les fonds nécessaires à la reprise de la construction de cette tour de 80 étages qui est livrée en 2018. jusqu'en 2016,  la construction progresse, les étages de la tour montant semaine après semaine.
La construction du Three World Trade center présente une particularité. Au lieu d'une traditionnelle structure de poutres métalliques, le cœur du bâtiment qui s'élève est en béton, et les éléments de métal sont ajoutés autour, au fur et à mesure, avec en cours de réalisation, environ vingt étages d'écart.  Le 23 juin 2016, la dernière benne de béton est levée à la hauteur finale de 1079 pieds (328,87m) lors d'une cérémonie marquant la fin de cette partie des travaux. Une autre cérémonie de topping out (construction atteignant son sommet) a lieu le 6 d'octobre 2016, lorsque la dernière poutre de la structure métallique qui entoure le cœur de béton est à son tour hissée à la hauteur maximale. 
Le 19 avril 2018, le World Trade Center 3 est définitivement achevé et il est officiellement  inauguré le 11 juin de la même année. 

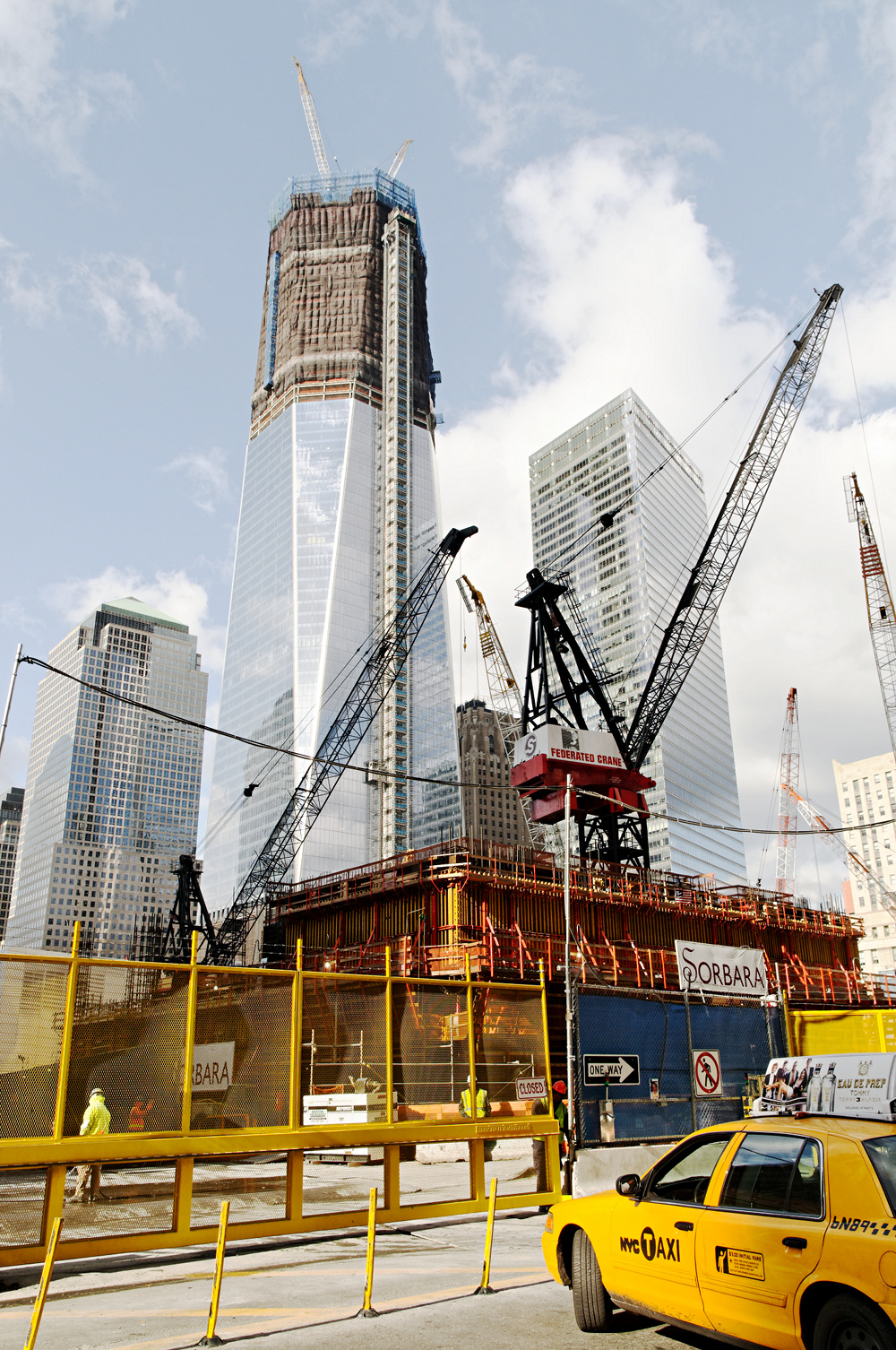
Novembre 2011.
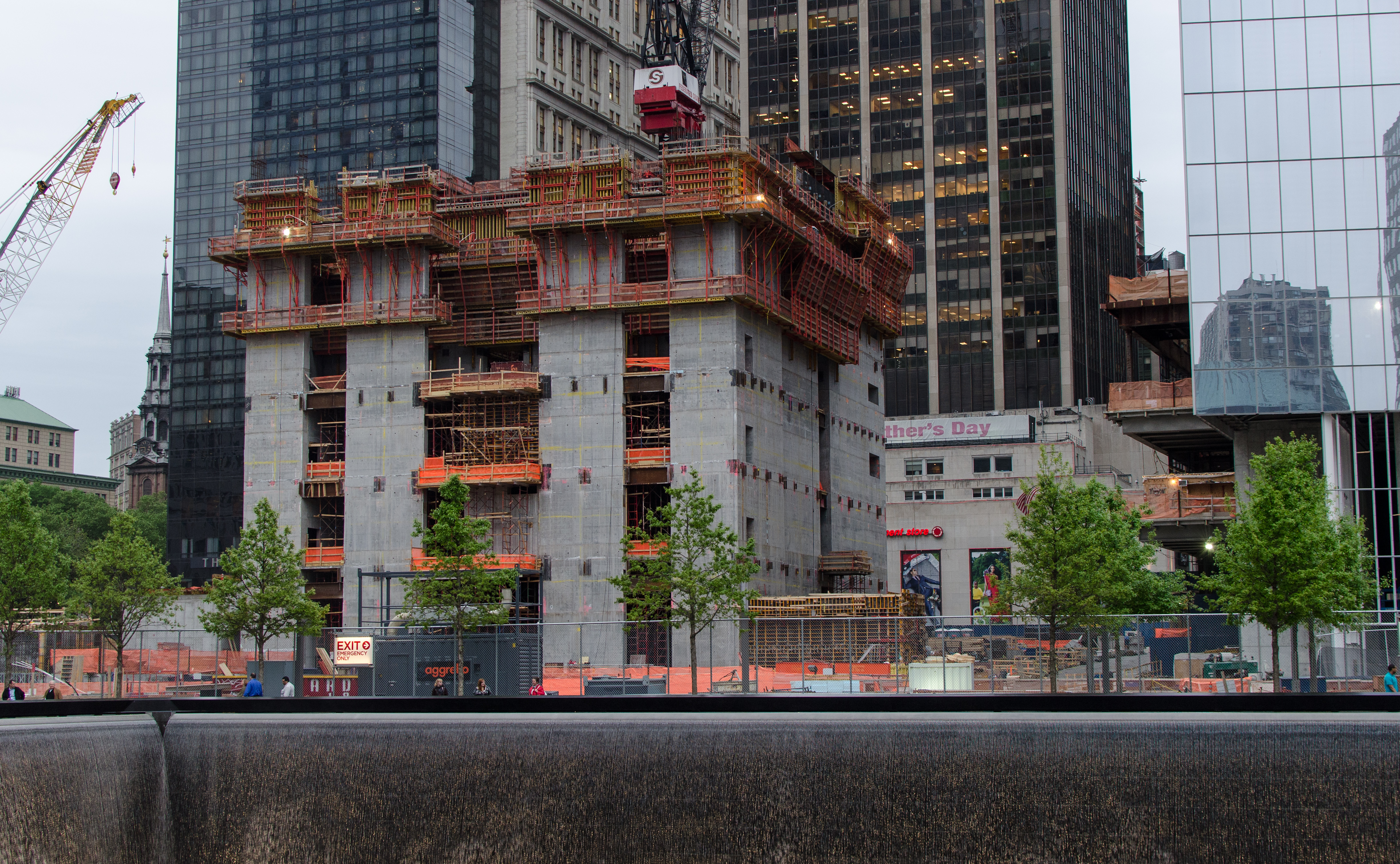
Mai 2012.
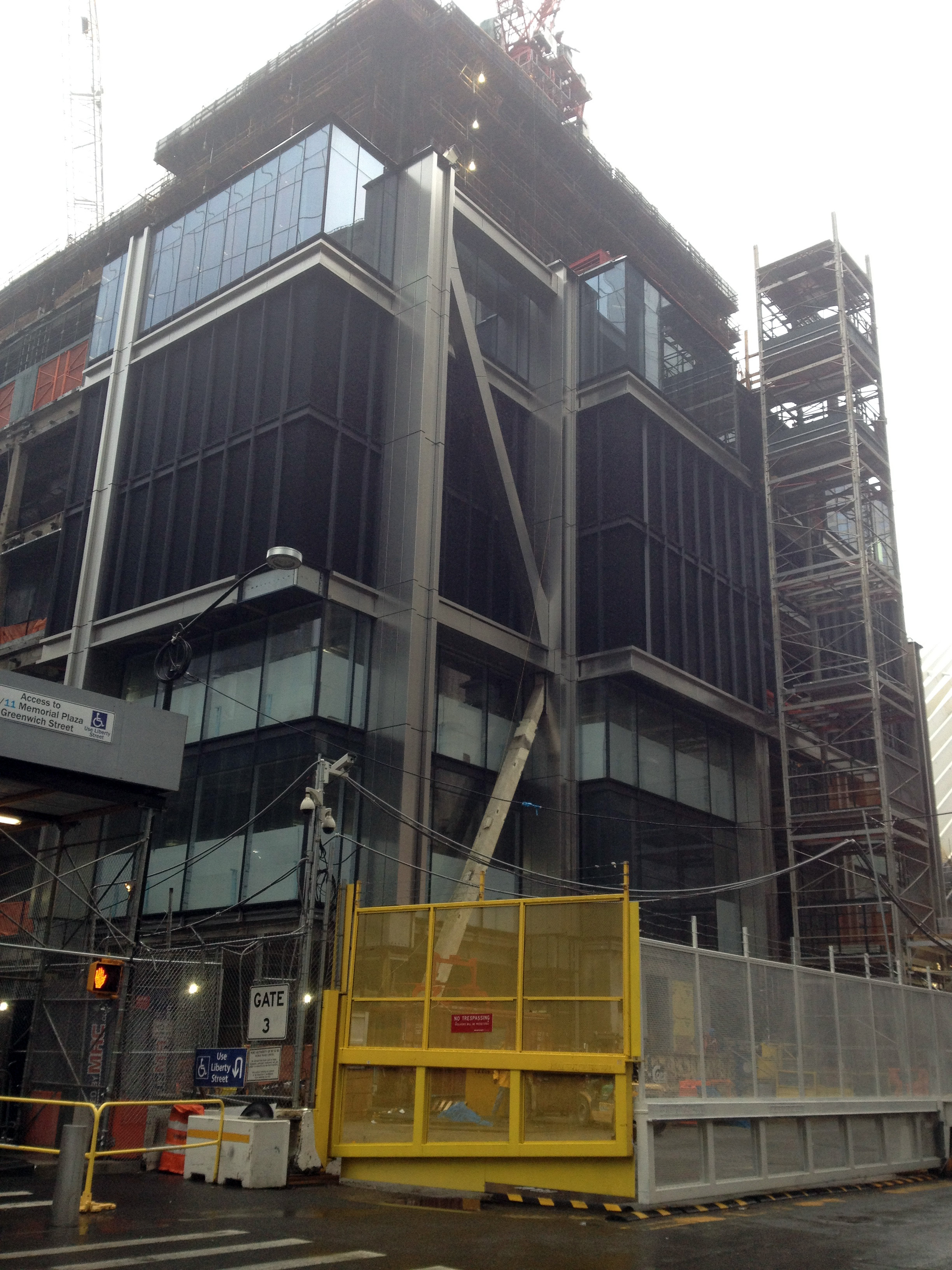
Décembre 2013.
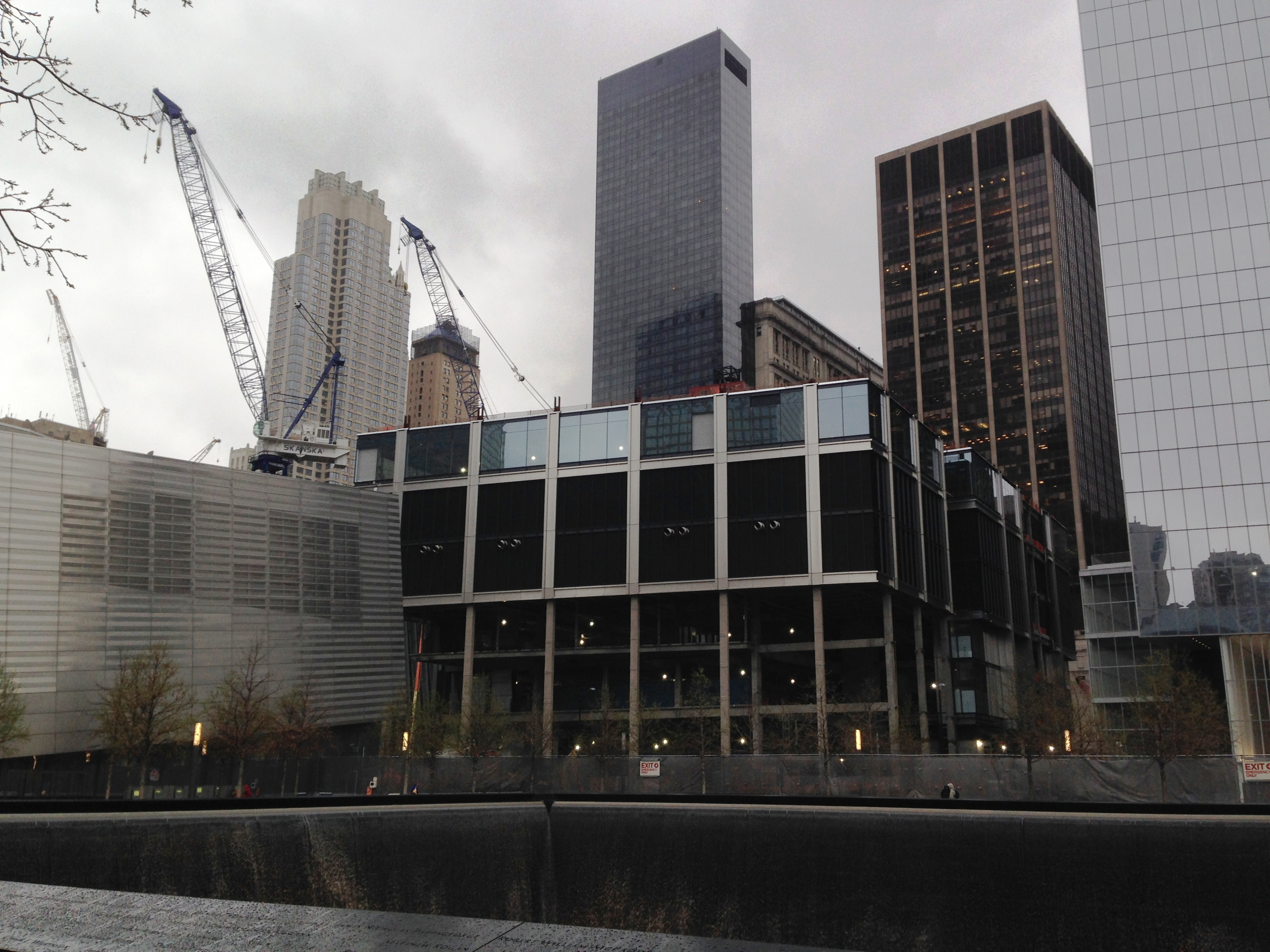
Avril 2014.
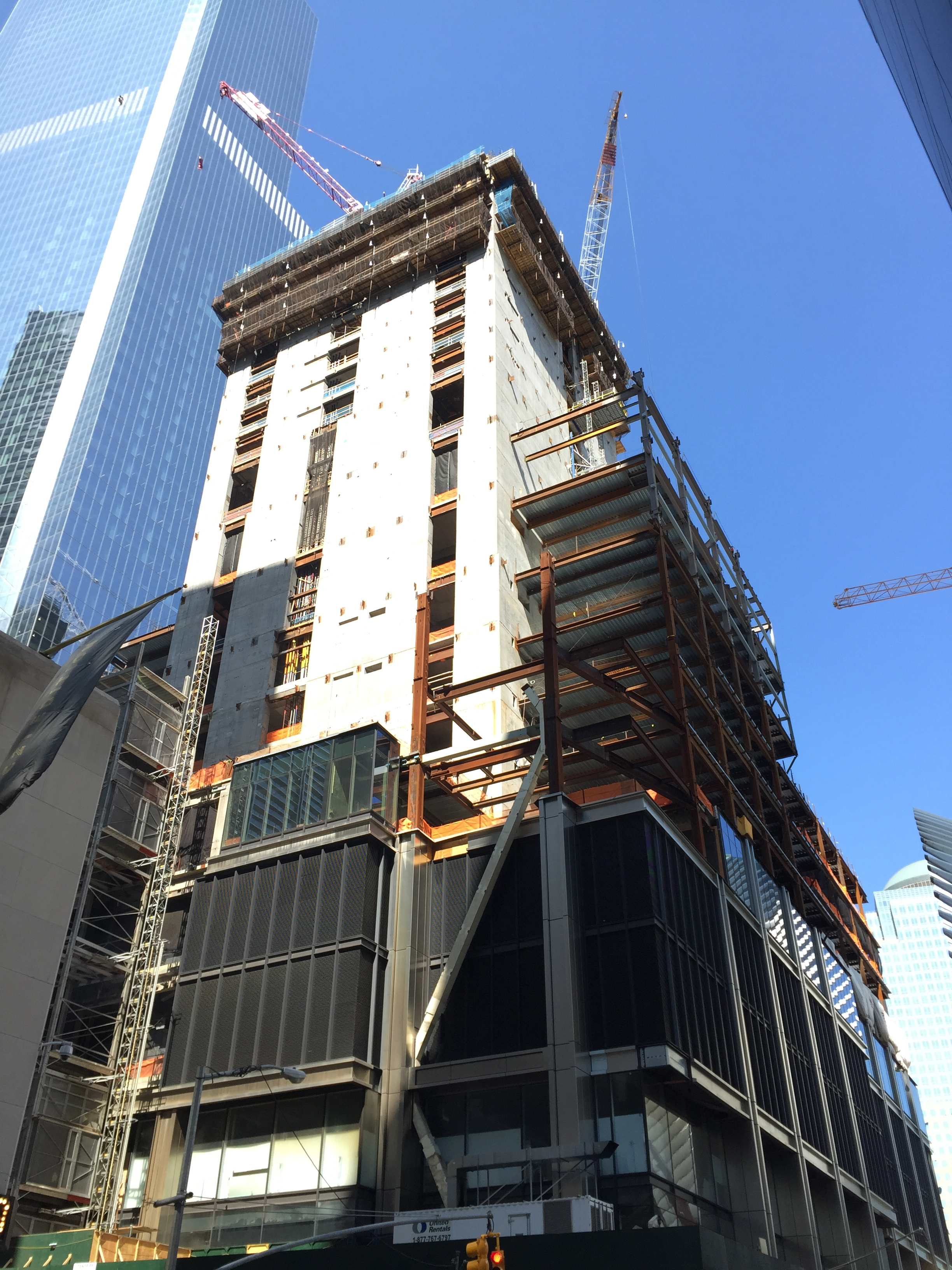
Juin 2015.
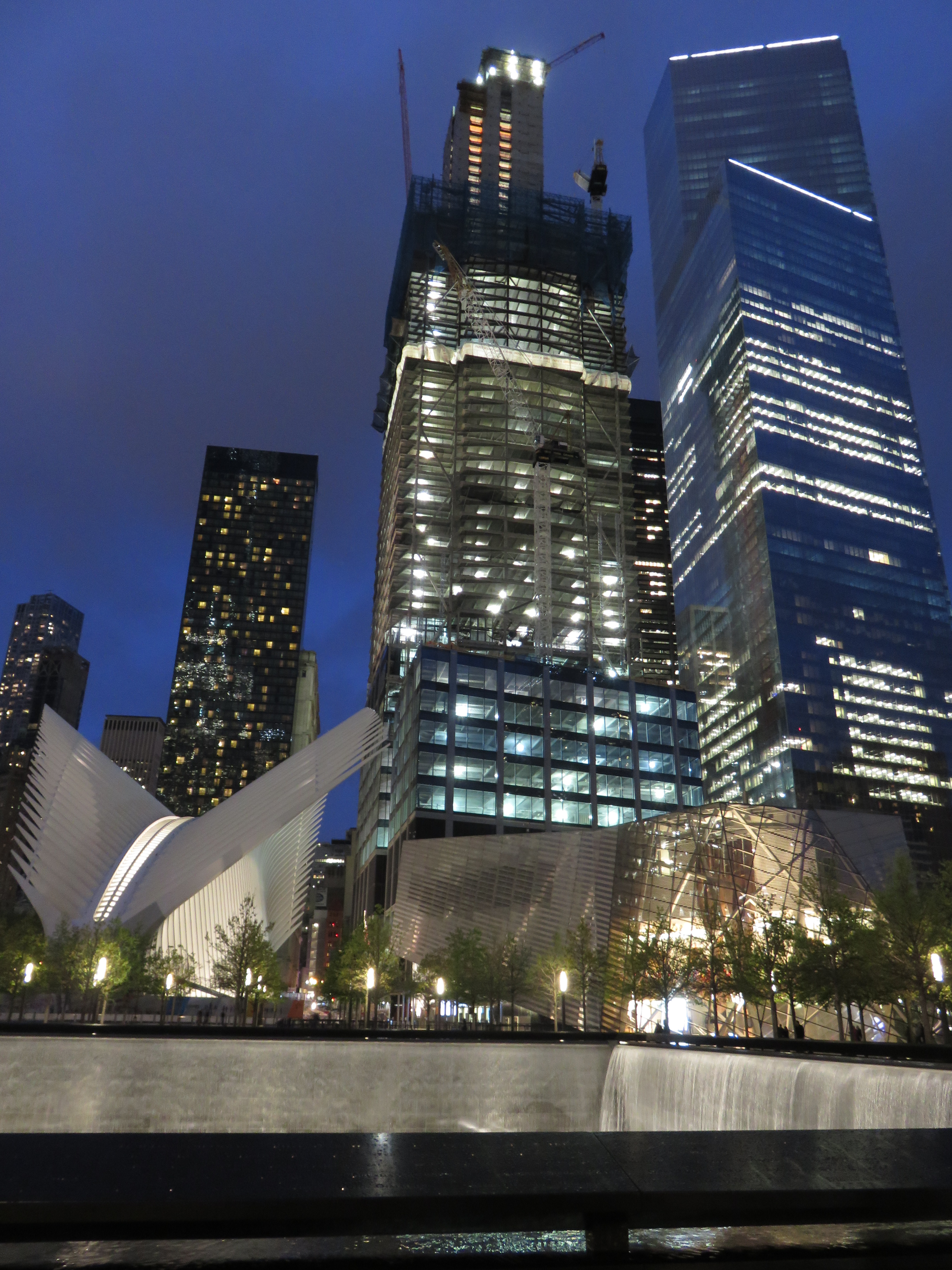
mai 2016
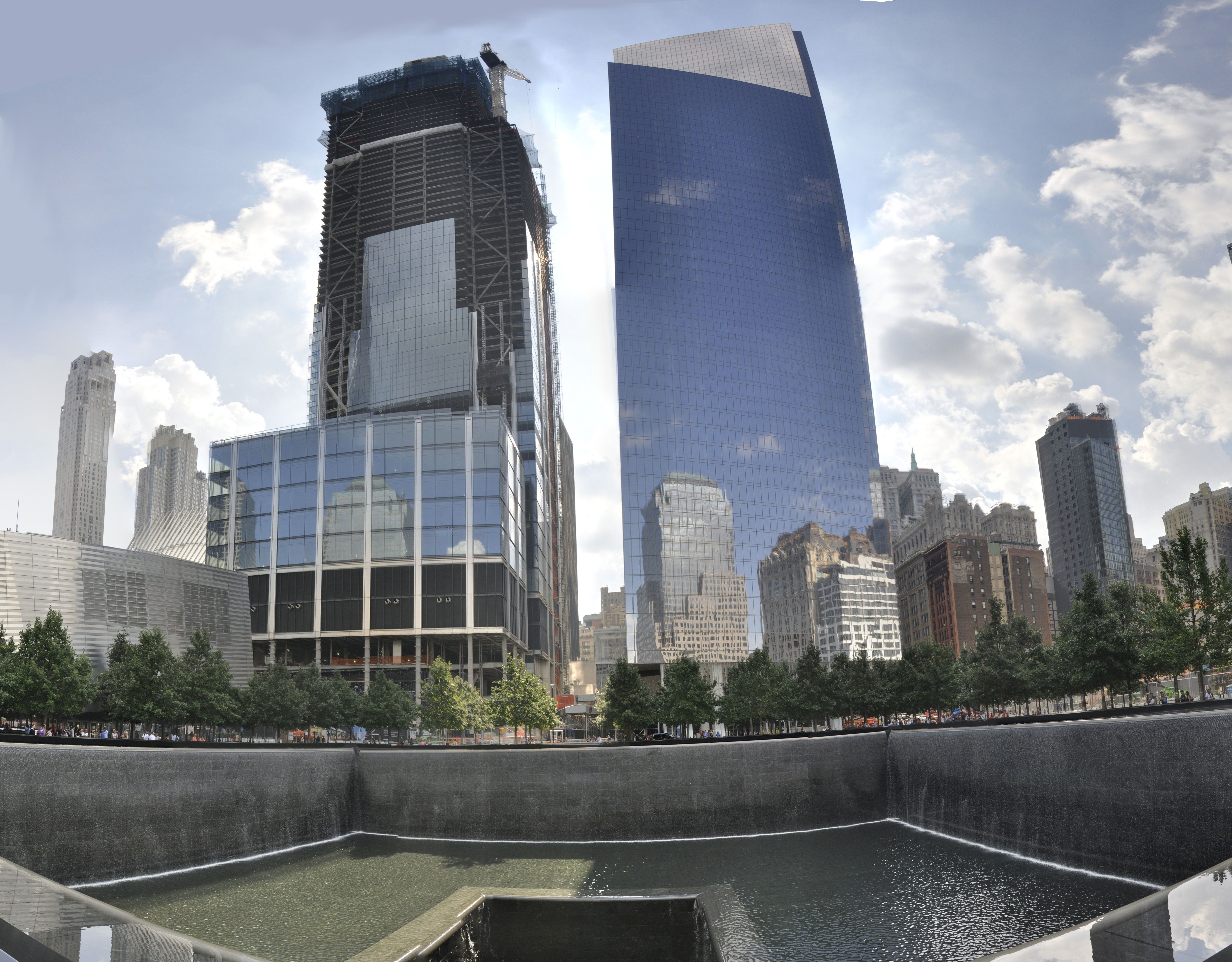
Août 2016.
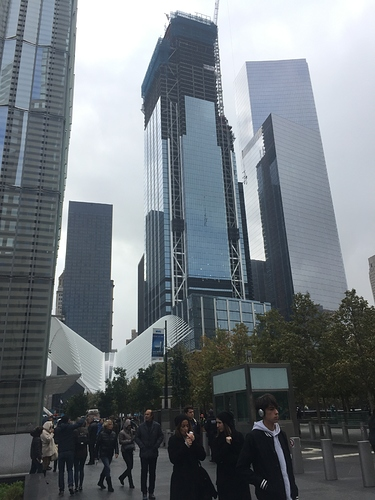
octobre 2016
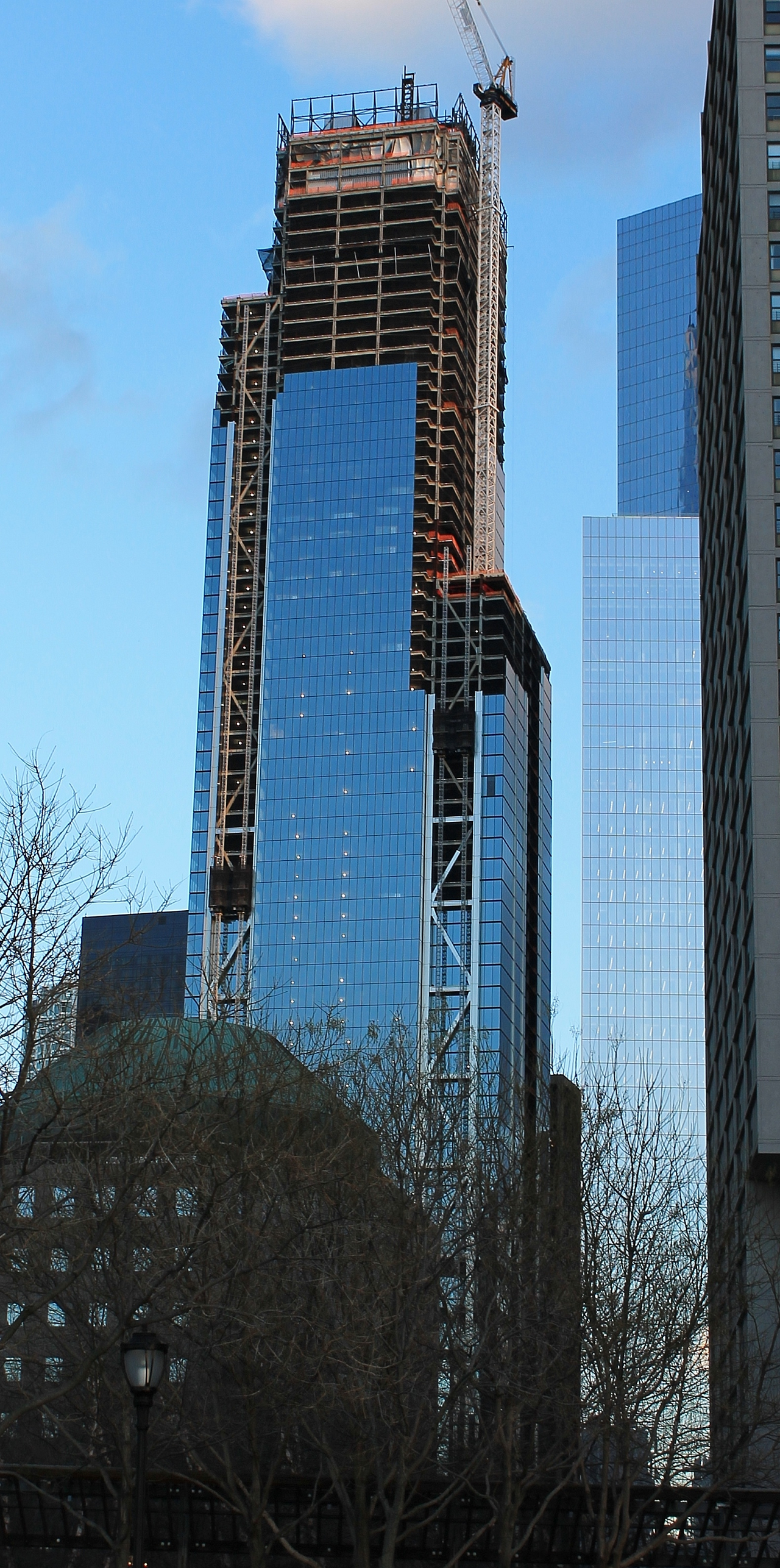
Janvier 2017.
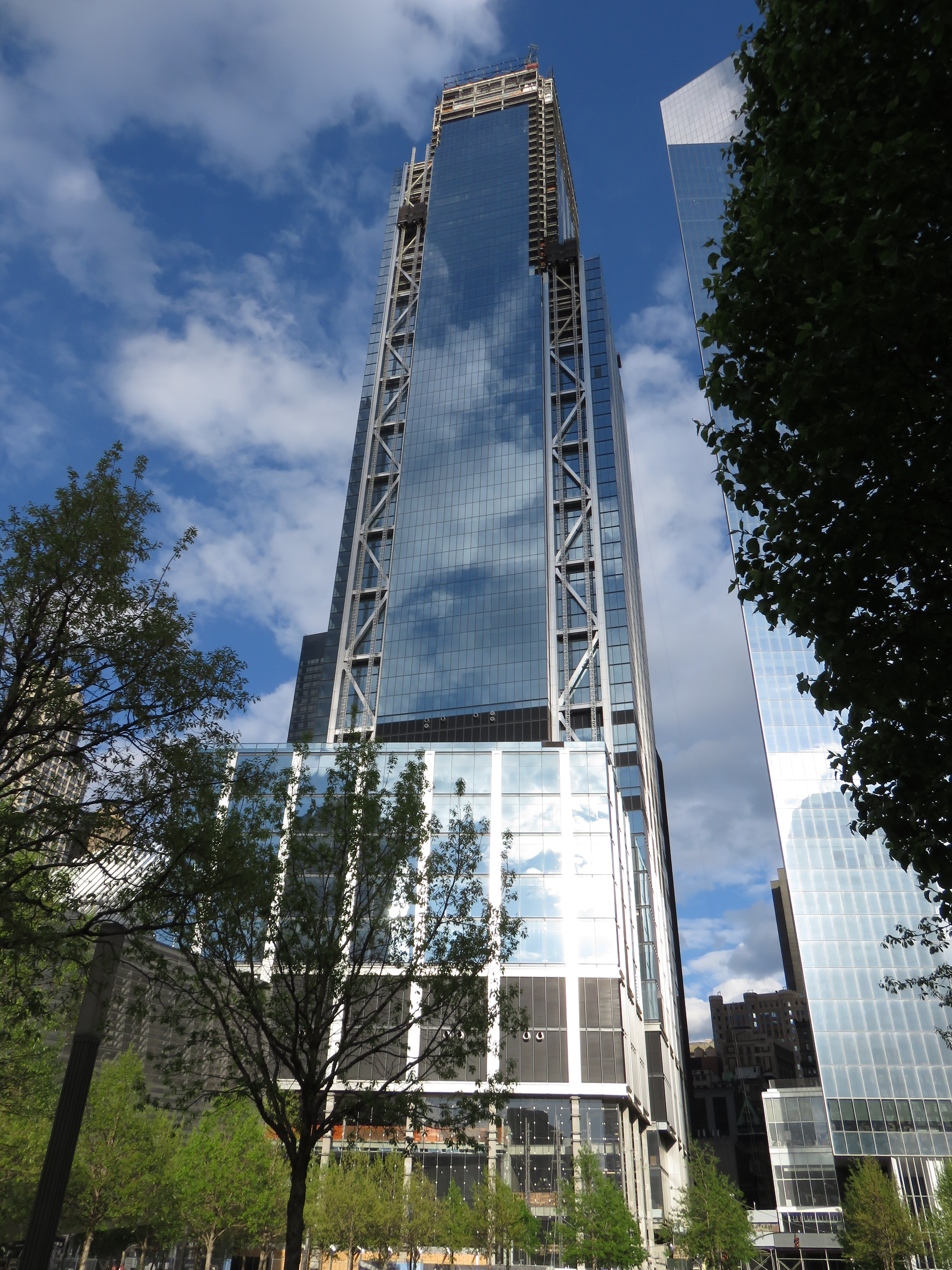
mai 2017
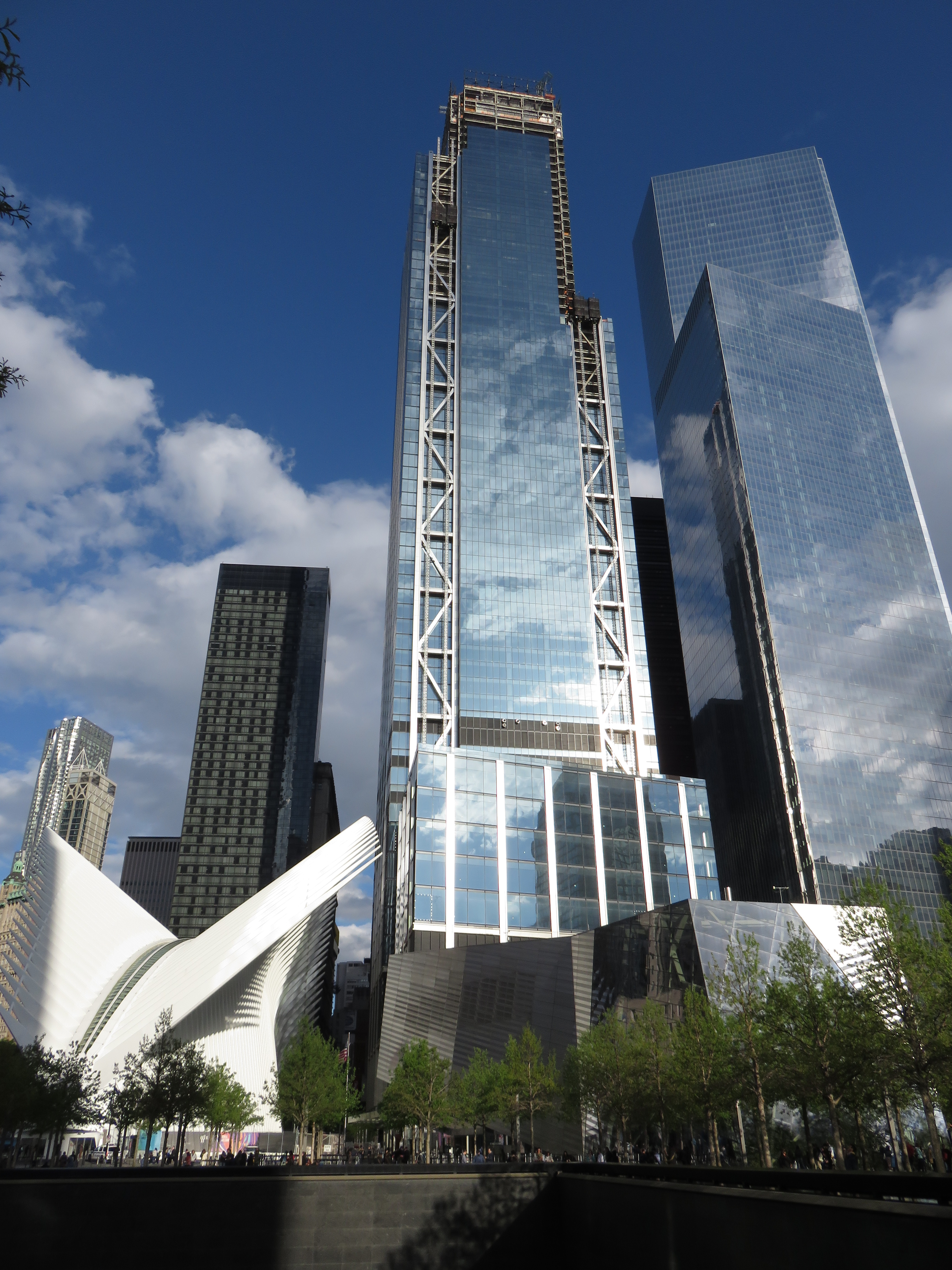
mai 2017
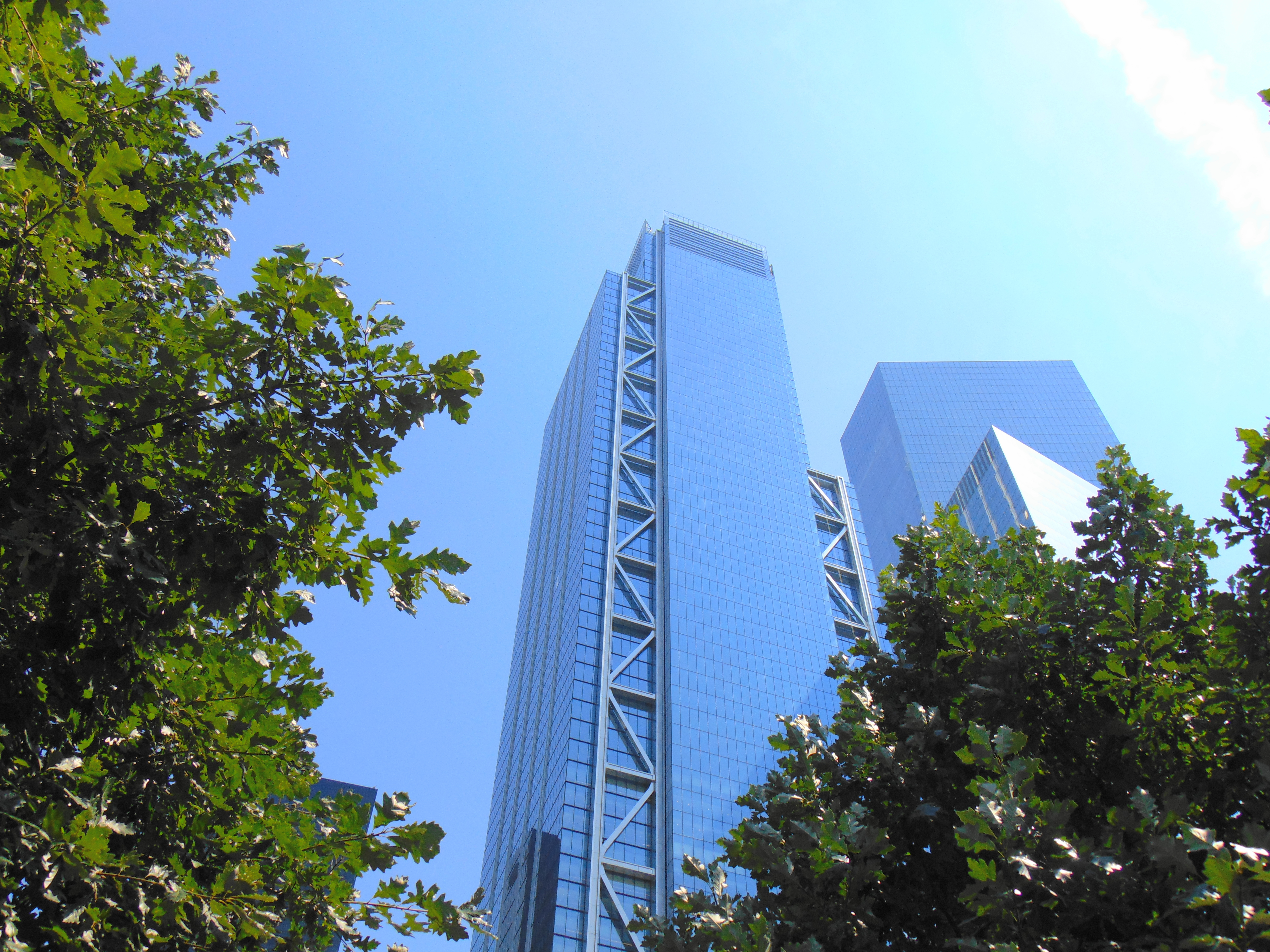
août 2018
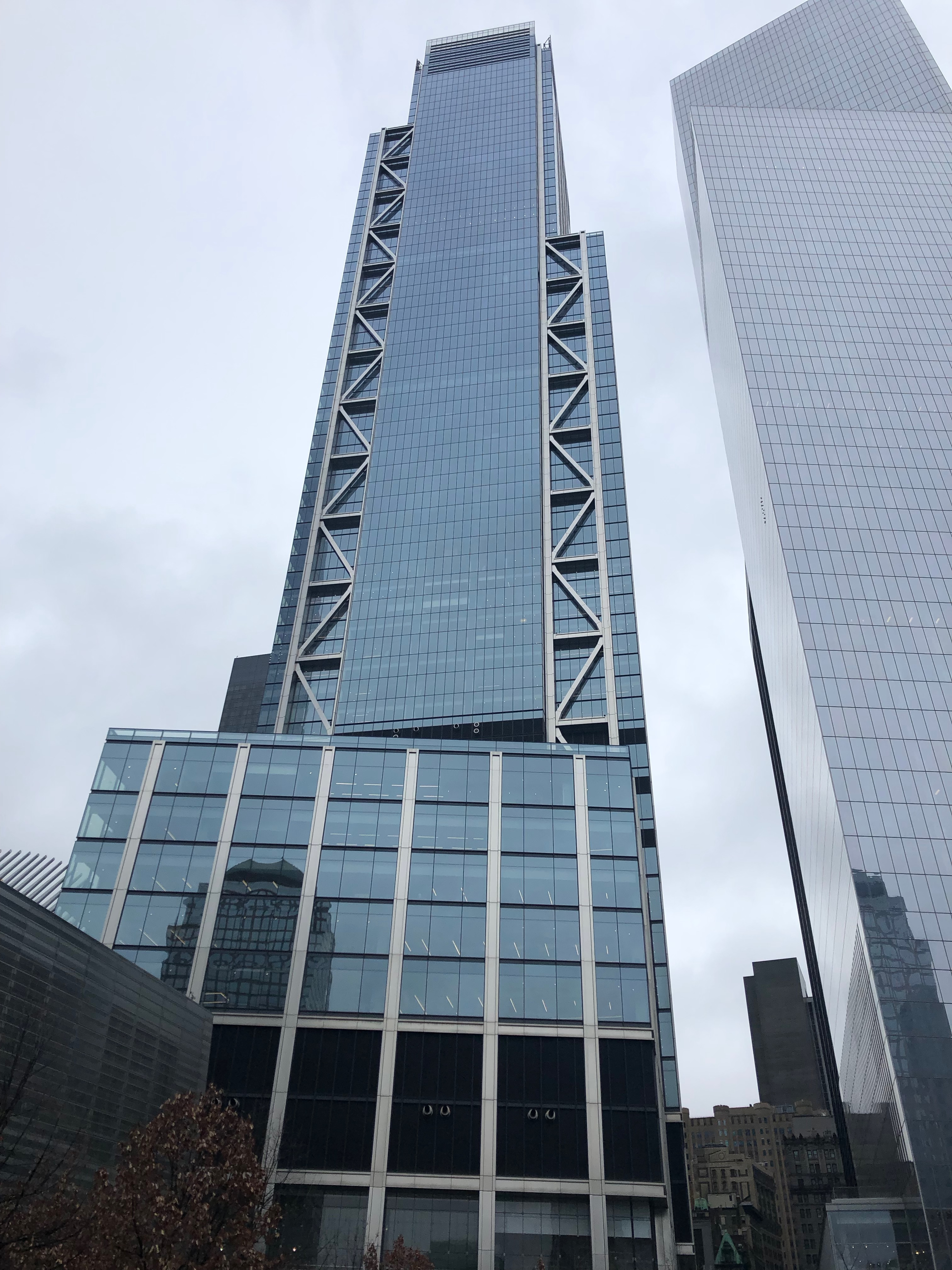
janvier 2019

## Autres bâtiments du complexe
Cinq autres buildings, en plus du 3 WTC, composeront le nouveau World Trade Center :
- One World Trade Center (Freedom Tower), construction terminée en 2013 ;
- Two World Trade Center (200 Greenwich Street), en attente de construction
- Four World Trade Center (150 Greenwich Street), construction terminée en 2013 ;
- Five World Trade Center (130 Liberty Street) ;
- Ronald O. Perelman Performing Arts Center at the World Trade Center, en construction en 2019
- Seven World Trade Center, construction terminée en 2006.